# David Goddard, Baron Goddard of Stockport

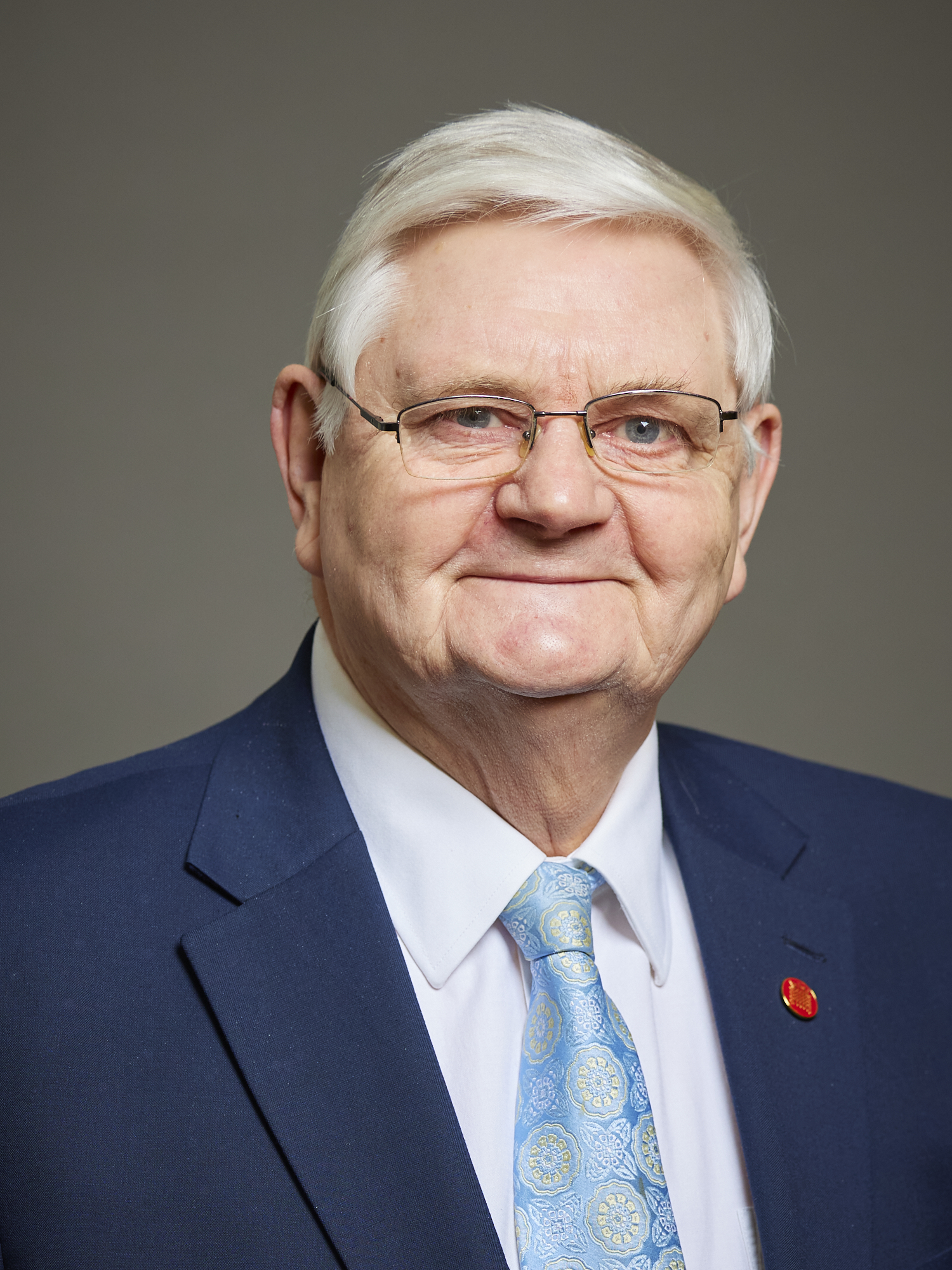
David Goddard, Baron Goddard of Stockport (2024)

David „Dave“ Goddard, Baron Goddard of Stockport (* 2. Oktober 1952) ist ein britischer Politiker der Liberal Democrats, der seit 2014 als Life Peer Mitglied des House of Lords ist.

## Leben
David „Dave“ Goddard war als Taxifahrer tätig und engagierte sich für die Liberal Democrats in der Kommunalpolitik als Mitglied des Rates von Stockport, einem Metropolitan Borough des Metropolitan County von Greater Manchester, dem er von 1990 bis 2012 angehörte. Als Nachfolger seine Parteifreundes Brian Millard wurde er am 22. Mai 2007 Vorsitzender dieses Stockport Metropolitan Borough Council und bekleidete dieses Amt bis zu seiner Ablösung durch seine Parteifreundin Sue Derbyshire am 6. Mai 2012, nachdem er selbst seinen Sitz im Wahlbezirk „Offerton“ bei den Kommunalwahlen 2012 mit nur 45 Stimmen an einen Kandidaten der Labour Party verloren hatte. Er war ferner Mitglied der inzwischen aufgelösten Greater Manchester Police Authority und war nicht geschäftsführender Direktor des Manchester International Airport.
Am 15. September 2014 wurde David Goddard als Baron Goddard of Stockport, of Stockport in the County of Greater Manchester, zum Life Peer aufgrund des Life Peerages Act 1958 der Peerage of the United Kingdom erhoben, wodurch er Mitglied des House of Lords, des Oberhauses des Parlaments, wurde. Während seiner Oberhauszugehörigkeit war er zunächst zwischen dem 8. Juni 2015 und dem 1. Juli 2019 Mitglied des Ausschusses für die Prüfung sekundärer Rechtsvorschriften (Secondary Legislation Scrutiny Committee) sowie vom 8. Juni 2015 bis zum 31. August 2016 Mitglied des Erfrischungsausschusses (Refreshment Committee), ein Sonderausschuss des House of Lords, der mit der Beratung zu den Erfrischungsdiensten des Hauses betraut ist, etwa zu den Restaurants in den Oberhaus-Bereichen des Palace of Westminster, innerhalb des vom Hauptausschuss festgelegten strategischen und finanziellen Rahmens. Er war danach vom 1. Juli 2020 bis zum 31. Januar 2023 Mitglied des Ausschusses für übertragene Befugnisse und Regulierungsreform (Delegated Powers and Regulatory Reform Committee) sowie zwischen dem 5. März und dem 14. Oktober 2020 Mitglied des Sonderausschusses zum Gesetzentwurf zur Hochgeschwindigkeitsbahn zwischen West Midlands und Crewe (High Speed Rail (West Midlands - Crewe) Bill Select Committee). Ferner gehörte er vom 19. Januar und dem 28. November 2022 dem Ausschuss für Landnutzung in England (Land Use in England Committee) sowie zwischen dem 31. Januar und dem 11. November 2023 dem Built Environment Committee als Mitglied an, ein Ausschuss, der sich mit vom Menschen geschaffene Bedingungen wie beispielsweise der Architektur, Landschaftsarchitektur, Stadtplanung, im öffentlichen Gesundheitswesen, in der Soziologie und Anthropologie befasst. Seit dem 31. Januar 2024 ist er Mitglied des Ausschusses für Verfahren und Privilegien (Procedure and Privileges Committee).